# Stalag 1
Stalag 1, o Stalag I su schermo, è un videogioco d'azione pubblicato nel 1984 per Commodore 64 dalla Rabbit Software. Il giocatore controlla una guardia di un campo di prigionia militare tedesco (stalag) e deve bloccare i reclusi che cercano di evadere.
Lo scenario è parodistico, tuttavia a suo tempo la comicità venne a volte giudicata di cattivo gusto.

## Modalità di gioco
Stalag 1 è un gioco d'azione molto semplice che si svolge su una schermata fissa che rappresenta tutto il campo di prigionia. Al centro si trova un gruppo di baracche dal quale sbucano i prigionieri che scavano gallerie rettilinee in varie direzioni, cercando di attraversare il cortile per raggiungere la recinzione perimetrale. Le gallerie sono visibili al giocatore e i prigionieri sono minuscoli omini realizzati con unico carattere grafico.
Il giocatore controlla la guardia che può muoversi sul cortile in tutte le direzioni, con un accenno di passo dell'oca e con un fucile in spalla che non usa mai. Tenendo premuto il pulsante di fuoco si può correre più velocemente, ma questo penalizza il punteggio. Se la guardia passa sopra un prigioniero lo cattura ed elimina istantaneamente tutta la galleria. Se un prigioniero riesce a raggiungere la recinzione evade, e poco dopo la sua galleria può anche essere riutilizzata da altri prigionieri per evadere più velocemente. Per eliminare una galleria già completata la guardia deve passare sopra la sua uscita.
La partita termina quando 6 prigionieri riescono a fuggire. Con l'aumentare dei livelli aumentano la frequenza e la velocità dei prigionieri. Vengono inoltre introdotti i cani da guardia, prima uno solo e poi due, che anziché aiutare la guardia la possono mordere, rendendola immobile per qualche secondo.

## Colonna sonora
Il sottofondo musicale è il tema principale del film La grande fuga, che si alterna brevemente con Das Lied der Deutschen quando il giocatore chiude le gallerie.

## Controversie
Nel 1989 Stalag 1 fu indirettamente coinvolto in un caso di allarmismo, sollevato dalla trasmissione TG1 Sette e dalla stampa italiana, riguardo a un presunto fenomeno di diffusione di videogiochi nazisti. In realtà si trattò di un'esagerazione della stampa: da una ricerca approfondita fatta da esperti del settore, giochi del genere erano praticamente introvabili anche sui maggiori canali clandestini europei. Uno dei giochi citati dalla stampa era Smash the Jews ("distruggi gli ebrei"), che in realtà non era altro che una versione pirata di Stalag 1 con la schermata del titolo modificata; il gameplay non aveva quindi nulla di violento o di antisemita.